# مارلو موريس
مارلو موريس (بالإنجليزية: Marlowe Morris)‏ هو عازف جاز وعازف بيانو أمريكي، ولد في 16 مايو 1915 في نيويورك في الولايات المتحدة، وتوفي في 1 مايو 1978.

## وصلات خارجية
- مارلو موريس على موقع IMDb (الإنجليزية)
- مارلو موريس على موقع ميوزك برينز (الإنجليزية)
- مارلو موريس على موقع ديسكوغز (الإنجليزية)
- مارلو موريس على موقع قاعدة بيانات الفيلم (الإنجليزية)